# Râul Urluia
Râul Urluia este un curs de apă, afluent al Dunării. 

## Hărți
- Harta Județului Constanța